# YF-115
Le YF-115 est   un moteur-fusée chinois à ergols liquides  de 18,35 tonnes (environ 180 kN) brulant un mélange de kérosène et d'oxygène liquide. Le moteur est développé dans les années 2000 pour la nouvelle génération de lanceurs qui est créée dans les années 2010. Le moteur, qui utilise un système performant de combustion étagée propulse l'étage supérieur des Longue Marche 6 et Longue Marche 7. Il a effectué son premier vol en septembre 2015.

## Caractéristiques techniques
L'YF-115 dérive comme le moteur plus puissant YF-100 du moteur russe RD-120. Il brûle un mélange kérosène/oxygène liquide. Le moteur utilise un mode d'alimentation performant, la combustion étagée, avec une alimentation de la turbine de la turbopompe avec un mélange riche en oxygène. Le recours à cette technique permet d'obtenir une impulsion spécifique de 341,5 secondes dans le vide. La pression dans la chambre de combustion atteint 120 bars. La poussée résultante est de 180 kilonewtons dans le vide. Sa poussée est modulable entre 80 et 100%. Le moteur est  orientable selon deux axes. Le moteur a une hauteur de 2,33 mètres pour un diamètre de 0,95 mètre.